# سفیدباز ابروسفید
سفیدباز ابروسفید (نام علمی: Leucopternis kuhli) نام یک گونه از سرده سفیدبازها است.